# Zabol
Zabol (persisch زابل, DMG Zābol) ist eine Stadt in der iranischen Provinz Sistan und Belutschistan im Osten Irans. Sie liegt an der Grenze zu Afghanistan und Pakistan.
In der Nähe der Stadt befindet sich der Hamun-See. Die Gegend wird vom Hirmand-Fluss bewässert.
Die Bewohner Zabols sprechen den persischen Dialekt Sistani, der im südöstlichen Iran und der afghanischen Provinz Farah gesprochen wird. Minderheiten sprechen Belutschisch oder Paschtu.
Eine Reihe von Stämmen wohnt hier, darunter die Dschahantighi, Schahraiki, Arbabi, Barani, Srani, Fachireh und Mir. In der Stadt wohnen ebenfalls einige Belutschen, Paschtunen und Brahuis.
Zabol ist für seinen 120-Tage-Wind (persisch باد صد و بيست روز, DMG bād-e ṣad-o bīst rūz) bekannt, ein hartnäckiger Sommersandsturm, der von Norden nach Süden weht. Laut WHO ist Zabol die Stadt mit der höchsten Feinstaubbelastung weltweit.
Die Zabol-Universität ist die größte Universität der Stadt. Die Stadt verfügt über den regionalen Flughafen Zabol Anbindung an das nationale Flugnetz.
Rostam, der Held des Schāhnāme von Firdausi gilt unter der Stadtbevölkerung als Held von Zabol.